# Oglasa ochreobrunneata
Oglasa ochreobrunneata là một loài bướm đêm trong họ Noctuidae.